# إم تي إم
إم تي إم هي فرقة راب مصرية تتكون من تاكي، محمود ومايكي. ذاع صيتهم في عام 2003 بأغنية أمي مسافرة التي حققت انتشار واسع حينها. وفي عام 2004 أصدروا ألبومهم الثاني تليفوني بيرن.

## مشوارهم الغنائي
أشتهروا بأغنية أمي مسافرة التي حققت نجاح كبير في مصر والوطن العربي والتي كانت عنوان أول ألبوم طرح لهم في السوق المصري عام2003 كما قاموا بتصوير فيديو مصور لها و وبعده جاء البوم (تليفوني بيرن) عام 2004، واشتمل الألبومين علي أغاني تواكب مشاكل الشعب المصري مثل الروتين ومشاكل الشباب العاطفية. ثم توقفوا عن الغناء بسبب إختلافهم مع شركة الإنتاج التي تعاقدوا معها حول نوعية أغاني الراب التي قدموها مما جعلهم يلتزمون بعقد إحتكار معها لمدة 7 سنوات جعلتهم يتوقفون عن الغناء خلالها وفي أثناء فترة توقفهم عن الغناء التحقوا بوظائف أخرى تقليدية. وفي عام 2018 أعلنت الفرقة عودهم للغناء باستثناء محمود المتواجد في الخارج لأسباب شخصية.